# Nahıl

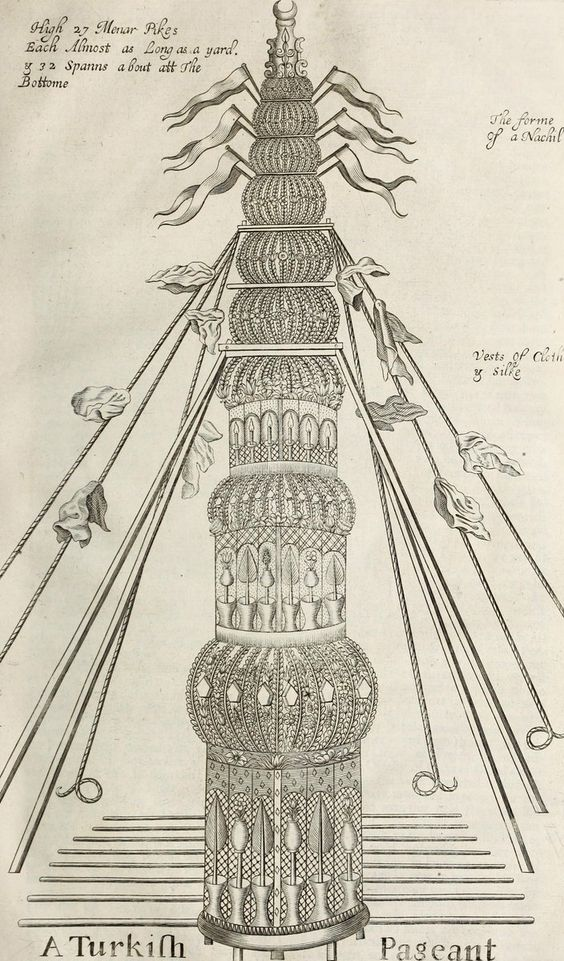
Abbildung eines Nahıl in einer englischen Publikation (17. Jhdt.)

Ein Nahıl ist eine osmanische Festdekoration in Gestalt eines stilisierten Baumes, meist einer Zypresse oder Palme, der als Teil von festlichen Umzügen, zum Beispiel der Beschneidung eines Prinzen oder der Heirat einer Sultanstochter (Sultana), gezeigt wurde. 
Der Nahıl bestand in der Regel aus Wachs, oft wurden aber auch kostbarere Materialien für einzelne Teile verwendet, etwa Dekorationen aus Silber, Gold und Edelsteinen. Geschmückt war der Nahıl mit Blumen und Blattwerk, entweder künstlichem oder echtem, oft auch mit Kerzen, die nachts angezündet wurden und den Nahıl illuminierten. Die tragende Struktur war aus Holz.
Das Wort „Nahıl“ leitet sich aus dem arabischen Namen der Dattelpalme her. Im Gegensatz zu den Schiiten, wo der Nahıl symbolisch an den Tod des Imams Al-Husain in der Schlacht von Kerbela erinnert, ist der Nahıl bei den Osmanen ein Symbol (männlicher) Fruchtbarkeit und Zeugungskraft. In der beschriebenen Form war er nur in den von Türken besiedelten Teilen der islamischen Welt verbreitet, weshalb Babak Rahimi einen Ursprung bei den animistischen Religionen Zentralasiens für möglich hält.
Die Größe eines Nahıl konnte erheblich sein, so berichtet Crescenzio dei Crescenzi von der Hochzeit der ältesten Tochter des Sultans Ahmed I. 1615, dass neben einem goldenen Nahıl zwei riesige Nahıl mit Früchten und Tieren aus buntem Wachs mitgeführt wurden, deren Herstellung zwei Jahre gedauert hatte, und die von jeweils 100 Männern getragen wurden. Voran ging ein Trupp Schreiner, welche die im Weg stehende Läden abrissen und Hindernisse aus dem Weg räumten. Bei den großen Beschneidungszeremonien, beispielsweise bei der von 1720, wurden die Nahıls einige Tage zuvor im Eski Saray, dem alten Sultanspalast, aufgestellt (1720 waren es vier, entsprechend der Zahl der zu beschneidenden Prinzen) und anschließend beim Umzug auf tragbaren Plattformen mitgeführt. Nach Ende der Umzüge wurden die Nahıls erneut im Palast aufgerichtet.